# Fairey Fantôme/Féroce
El Fairey Fantôme, también conocido como Fairey Féroce, fue un prototipo de un avión de caza biplano diseñado y construido a mediados de los años treinta. El primer prototipo fue diseñado y construido por Fairey Aviation y más tarde otros aviones fueron ensamblados en Bélgica por Avions Fairey. Fue uno de los últimos biplanos de caza y generalmente considerado el más bello construido.

## Historia y desarrollo
El Fantôme diseñado en 1934 por la firma Fairey Aviation era obra del ingeniero aeronáutico de origen belga Marcel Lobelle y fue la respuesta a un requerimiento de l'Aéronautique militaire - Militair Vliegwezenque convocó una competencia internacional con el propósito de encontrar un reemplazo a sus Fairey Firefly II. Se solicitaba una velocidad máxima de al menos 400 km/h a una altitud de 5000 m, un régimen de ascenso a dicha altitud en 6 minutos, una duración de vuelo de 2 horas y velocidad de aterrizaje de no más de 120 km/h. Se previeron dos variantes de armamento, cuatro ametralladoras de calibre de fusil o dos ametralladoras y un cañón de 20 mm.
El prototipo F.6 Fantôme completado en mayo de 1935 voló por primera vez el 6 de junio pilotado por Chris Staniland en el Great West Aerodrome (actual aeropuerto de Heathrow) y ya en sus primeros vuelos demostró superar con creces las prestaciones exigidas por los belgas.
Registrado civilmente como G-ADIF tomó parte en la competencia en el aeródromo belga de Evere ; desafortunadamente, el avión, renombrado Féroce por los belgas se estrelló el 17 de julio de 1935, durante el circuito de aterrizaje después de una demostración acrobática muriendo el piloto de pruebas de Fairey Stephen Trower.
En previsión de futuros pedidos de exportación, ya que en 1935 las preferencias de la RAF se decantaban por los cazas monoplanos, Fairey Aviation produjo en su factoría de Hayes (Middlesex) componentes y piezas para la construcción de otras tres unidades y estos conjuntos fueron enviados en 1936 a las instalaciones de Avions Fairey en Gosselies, (Bélgica), planeando ofrecer estos nuevos prototipos a la Fuerza Aérea Belga. Avions Fairey incluso comenzó a prepararse para la producción en serie de este caza bajo el nombre de Féroce. Sin embargo, la Aéronautique Militaire cambió sus requerimientos y se desentendió del Féroce, por lo que se buscaron nuevos clientes. La Unión Soviética había ordenado dos aparatos en diciembre de 1935, por lo que dos conjuntos fueron ensamblados y probados en Bélgica en noviembre de 1936; de nuevo fueron parcialmente desmontados (los planos) y enviados desde Amberes por vía marítima a la URSS en donde a finales de año fueron asignados al Instituto de Investigación de la Fuerza Aérea donde fueron probados exhaustivamente por diferentes experimentados pilotos de prueba hasta completar un total de 59 vuelos (de los cuales 35 con tren de esquís) con una duración total de 26 h y 25 minutos. Las pruebas finalizaron en junio de 1937.
El destino final de estos dos ejemplares es una incógnita,; algunas fuentes indican que fueron enviados a las FARE durante la guerra civil española y utilizados en la Zona Norte, que uno fue derribado y de que del otro aparato se desconoce su destino final. Otras fuentes consideran que existe un error en tales argumentos y que, además de no existir ninguna foto ni prueba documental de la época, es probable fueran confundidos con alguno de los tres ejemplares del Hawker Spanish Fury comprados por el gobierno de la República y entregados pocos días antes del estallido de la guerra. Se añade a título de comentario: «Teniendo en cuenta que de algunos tipos de aviones hubo muy pocos o sólo un ejemplar, y de lo efímero de su paso en algunos casos, no es improbable que no existan fotos de alguno que sí estuvo, o que las fotos se hayan perdido o no hayan aparecido».
El cuarto y último avión fue comprado por el Air Ministry. La orden se emitió en mayo de 1937 y voló por primera vez en Gosselies el 4 de noviembre de 1937 en manos del piloto de pruebas F. Dixon. A continuación voló a Heston; más tarde fue trasladado al aeródromo de Great West, donde los especialistas de Fairey lo prepararon para las pruebas que habían de realizarse en el centro de investigación del RAE en Farnborough, a donde llegó en diciembre. Después de varios vuelos, el avión fue devuelto a la empresa en donde se le realizaron algunos cambios, siendo enviado de nuevo al RAE en enero de 1938. Más tarde fue trasferido al Aeroplane and Armament Experimental Establishment en Martlesham, Suffolk, allí lo probaron hasta junio de 1939. Básicamente, les interesaba el armamento, principalmente su sistema neumático de amartillado y disparo de las ametralladoras. Se desconoce el destino final de este aparato.

## Descripción
El diseño de la aeronave en su totalidad correspondía a las técnicas típicas de mediados de la década de 1930. Era un biplano monoplaza de construcción casi totalmente metálica; el ala superior estaba construida en una sola pieza, y alojaba los alerones, era ligeramente más larga que la inferior y algo más adelantada, ambas estaban construidas a base de costillas y tubos de duraluminio con revestimiento de tela; la parte delantera del fuselaje de construcción cantilever era una armadura tetraédrica a base de tubos de acero reforzada con alambre y revestida de planchas metálicas, la parte trasera y cola tenían recubrimiento textil; el tren de aterrizaje era de tipo convencional unido a la estructura del fuselaje por una "V", en tubos de metal, las ruedas estaban equipadas con frenos neumáticos y amortiguadores oleoneumáticos y cubiertas con carenados. Estaba propulsado por un motor lineal de 12 cilindros en V Hispano-Suiza Y12crs de 860 hp (624 kW). Este motor era del tipo conocido como Moteur-canon x11 llamados así por la instalación de un cañón automático cuya caña pasaba entre los bloques de cilindros y con una caja reductora para la hélice a fin de poder disparar a través del eje y buje de la misma; en este caso montaba un cañón automático Oerlikon FF cal. 20 mm. Además se instalaron dos ametralladoras aéreas Browning M1919 fabricadas por la firma FN Herstal de calibre 7,62 mm (0.30) o 7,65 mm, montadas en el ala inferior que disparaban fuera del disco de la hélice; opcionalmente si el cañón no estaba instalado, se podían agregar dos ametralladoras sincronizadas más en la parte superior del capó del motor y se proporcionó la posibilidad de transportar cuatro bombas de 10 kg. La instrumentación instalada brindó la capacidad de volar tanto durante el día como de noche y contaba con un equipo de radio.
Referencia datos: Enciclopedia Ilustrada de la Aviación. Vol.7 pág. 1695

### Características generales
- Tripulación: 1
- Longitud: 8,41 m
- Envergadura: 10,52 m
- Altura: 3,45 m
- Superficie alar: 51,10 m²
- Peso vacío: 1134 kg
- Peso máximo al despegue: 1870 kg
- Planta motriz: 1× V12 Hispano-Suiza 12Ycrs V12 refrigerado por líquido.
  - Potencia: 624 kW (860 HP; 849 CV)
- Hélices: Bipala

### Rendimiento
- Velocidad nunca excedida (Vne): Al nivel del mar: 360 km/h a 4000 m: 435 km/h
- Velocidad crucero (Vc): 350 km/h
- Techo de vuelo: 11000 m
- Régimen de ascenso: 4000 m en 5 min 40 s

### Armamento
- Ametralladoras: 2 / 4× Browning FN

- Cañones: 1× Oerlikon FF cal.20 mm
- Bombas: 40-50 kg

## Aeronaves similares
- Avia B.534
- Arado Ar 68
- Blériot-SPAD S.510
- Fairey Firefly IIM
- Fiat CR.32
- Hawker Fury
- Kawasaki Ki-10
- Mitsubishi 1MF